# Xã Penn, Quận Madison, Iowa
Xã Penn (tiếng Anh: Penn Township) là một xã thuộc quận Madison, tiểu bang Iowa, Hoa Kỳ. Năm 2010, dân số của xã này là 720 người.